# Dong Zhuo

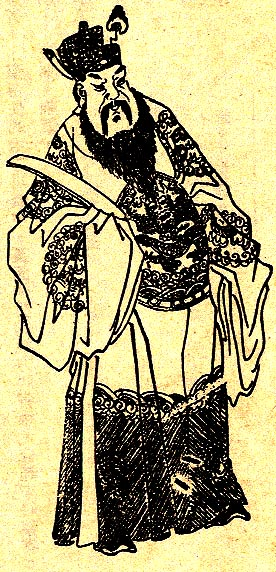
Dong Zhuo.

Dǒng Zhuó (chinesisch 董卓, IPA (hochchinesisch) [d̥ʊŋ214 d̥ʐ̥u̯ɔ5], * April 139; † 22. Mai 192) war ein General und Ministerpräsident des chinesischen Kaiserreichs zur Zeit der Drei Reiche. Im Jahre 189 hat er für kurze Zeit die Macht im Staate übernommen, später wurde er aber von seinem Adoptivsohn und Weggefährten Lü Bu ermordet.

## Leben

### Vor dem Aufstand der Gelben Turbane
Dong Zhuo wurde in Lintao (临洮) geboren. Sein Vater Dong Junya war Militärkommandant in Yingchuan. Auch Dong Zhuo trat als junger Mann dem chinesischen Militär bei. Hier erwies er sich den Überlieferungen nach als tapferer, körperlich starker Soldat und sehr guter Bogenschütze. 165 wurde er Offizier unter General Zhang Huan. 167 schlug er eine Revolte der Qiang in Bingzhou (并州) nieder. Dafür wurde er mit 9.000 Rollen feiner Seide belohnt, die er mit seinen Untergebenen teilte.
Nach allmählichem Aufstieg im kaiserlichen Heer wurde er 184 von Rebellen des Gelben Turbans geschlagen und degradiert. Als aber Han Sui in Liangzhou (凉州) aufbegehrte, wurde er zum General ernannt und erhielt den Auftrag, den Aufstand niederzuschlagen. In der Schlacht war ihm Han Sui, dem sich die Qiang angeschlossen hatten, zahlenmäßig überlegen, aber durch eine List Dong Zhuos wurde Han Sui zurückgeschlagen: Nachdem Dong Zhuos Rückzugsweg abgeschnitten war, ließ Dong seine Männer einen Damm in einem nahegelegenen Fluss errichten. Nachdem seine Armee den trockengelegten Fluss überquert hatte, durchstachen sie die Dämme und entkamen.
Dong Zhuo wurde daraufhin zum Frontgeneral und Gouverneur der Bingzhou-Provinz ernannt. Weil er aber seine loyalen Truppen in Liangzhuo nicht abgeben wollte, lehnte er die Posten ab.

### Aufstieg zur Macht
Nach dem Tod des Kaisers Ling (189) berief der Oberbefehlshaber He Jin Dong Zhuo in die Hauptstadt Luoyang, um die Eunuchen auszuschalten. Doch bevor Dong Zhuo mit seinen Truppen anlangte, wurde He Jin auf Betreiben der Eunuchen ermordet, und die Stadt verfiel in Chaos. Die Eunuchen entführten den jungen Kaiser, aber Dong Zhuo hielt sie auf und brachte den Kaiser zurück in den Palast.
He Jins Halbbruder He Miao (何苗), General der Kavallerie und der Wagenlenker, geriet gleichzeitig in Verdacht, mit den Eunuchen konspiriert zu haben, und wurde von seinen eigenen Untertanen getötet. Die nun führerlosen Truppen von He Jin und He Miao wurden Dong Zhuo unterstellt. Dong Zhuo verleitete auch Lü Bu, seinen Herrn Ding Yuan zu verraten, der ebenfalls von He Jin in die Hauptstadt berufen worden war. So erlangte Dong Zhuo den Befehl über alle Truppen in der Hauptstadt.
Im Jahr 190 ersetzte Dong Zhuo den jungen Kaiser durch Han Xiandi, seine Marionette. Er selbst ernannte sich zum Premierminister. Seine Herrschaft war von Willkür und Grausamkeit gekennzeichnet. Er ließ sich gleich zu Anfang eine Erlaubnis ausstellen, bei Hofe ein Schwert zu tragen (was seit Xiao He im 2. Jahrhundert v. Chr. keinem mehr gestattet worden war) und seine Schuhe anzubehalten. In der Geschichte der drei Reiche heißt es, er habe eine Armee nach Yangcheng geführt, dort alle männlichen Bewohner hingeschlachtet, die Frauen, das Vieh und alle Wertsachen nach Luoyang gebracht und das Ganze als Niederschlagung einer Revolte dargestellt. Er soll auch mit zahlreichen Prinzessinnen und Konkubinen des Kaiserpalasts geschlafen haben.

### Zug nach Chang’an
Im selben Jahr formierten sich die Warlords des ganzen Landes zu einer Koalition gegen Dong Zhuo, der daraufhin die Hauptstadt nach Chang’an im Westen verlegte. Dazu ließ er die Gräber der Han-Kaiser öffnen, ausrauben und den Palast niederbrennen.
Nach der Ankunft in Chang’an ernannte er seinen Bruder Dong Min zum „Linken General“ und alle Verwandten zu Hofbeamten. Er ließ auch ein Schloss im Land Mei (260 Li (circa 150 km) von Chang’an entfernt) errichten. Dieses Schloss stattete er mit Vorräten für dreißig Jahre aus. In den nächsten zwei Jahren ging er mit grausamen Strafen gegen die potentielle Opposition vor; die Opfer seiner Willkür gingen in die Tausende.
Dong Zhuo ließ auch Bronzestatuen und Glocken einschmelzen und damit Münzen prägen, mit denen er den Markt überschwemmte. Durch die daraus folgende Inflation wurde die Münzwährung bald völlig wertlos.

### Untergang
Durch seine Grausamkeit und Willkür machte sich Dong Zhuo viele Feinde. Darum adoptierte er Lü Bu als seinen Sohn und behielt ihn als Leibwächter stets in seiner Nähe.
Angeblich schleuderte Dong Zhuo, wenn er wütend war, eine Hellebarde nach Lü Bu. Obwohl Lü Bu immer auswich und Dong Zhuos Gemüt sich dann rasch abkühlte, entwickelte er einen unterschwelligen Hass auf seinen Adoptivvater. Des Weiteren entwickelte Lü Bu, der die Residenz bewachte, eine Beziehung zu einem von Dong Zhuos Kammermädchen, deren Entdeckung er stets befürchtete.
Im Jahr 192 überredete ihn schließlich der Innenminister Wang Yun, Dong Zhuo zu ermorden. Gemeinsam mit dem Hauptmann der Kavallerie, Li Su, machte Lü Bu seinem Vater seine Aufwartung. Dabei erstachen sie Dong Zhuo. Sein Leichnam wurde auf der Straße liegengelassen und unter Bewachung gestellt. Jeder, der sich ihm näherte, sollte getötet werden.